# Beltsville 200 1967
Beltsville 200 1967 var ett stockcarlopp ingående i Nascar Grand National Series (nuvarande Nascar Cup Series) som kördes 19 maj 1967 på den 0,5 mile (804,67 m) långa ovalbanan Beltsville Speedway i Beltsville i Maryland. Totalt avverkades 100 miles (160,934 km) fördelat på 200 varv. Banunderlaget var asfalt. Loppet vanns av Jim Paschal i en Plymouth på tiden 1:23.26 körande för Tom Friedkin. Paschals snitthastighet uppgick till 71,036 mph. Prispotten uppgick till 4 140 dollar, varav 1 000 dollar gick till segraren.

## Resultat
| Plc     | Nr | Förare          | Team/ bilägare           | Konstruktör | Start | Varv | Ledda varv |
| ------- | -- | --------------- | ------------------------ | ----------- | ----- | ---- | ---------- |
| 1       | 14 | Jim Paschal     | Tom Friedkin             | Plymouth    | 3     | 200  | 49         |
| 2       | 43 | Richard Petty   | Petty Enterprises        | Plymouth    | 1     | 200  | 151        |
| 3       | 2  | Bobby Allison   | Owens Racing             | Dodge       | 2     | 200  | 0          |
| 4       | 2  | Donnie Allison  | J.D. Bracken             | Chevrolet   | 4     | 198  | 0          |
| 5       | 00 | Paul Lewis      | Emory Gilliam            | Dodge       | 5     | 195  | 0          |
| 6       | 4  | John Sears      | DeWitt Racing            | Ford        | 10    | 194  | 0          |
| 7       | 48 | James Hylton    | Bud Hartje               | Dodge       | 7     | 194  | 0          |
| 8       | 20 | Clyde Lynn      | Negre Racing             | Ford        | 12    | 182  | 0          |
| 9       | 67 | Buddy Arrington | Arrington Racing         | Dodge       | 13    | 173  | 0          |
| 10      | 07 | George Davis    | George Davis             | Chevrolet   | 14    | 152  | 0          |
| 11      | 34 | Wendell Scott   | Scott Racing             | Ford        | 08    | 145  | 0          |
| 12      | 75 | Earl Brooks     | Gene Black               | Ford        | 11    | 77   | 0          |
| 13      | 64 | Elmo Langley    | Langley-Woodfield Racing | Ford        | 6     | 57   | 0          |
| 14      | 45 | Bill Seifert    | Seifert Racing           | Ford        | 9     | 38   | 0          |
| 15      | 01 | Paul Dean Holt  | Dennis Holt              | Ford        | 16    | 16   | 0          |
| 16      | 97 | Henley Gray     | Gray Racing              | Ford        | 15    | 2    | 0          |
| Källor: |    |                 |                          |             |       |      |            |